# 펀치 아웃!! (1984년 비디오 게임)
《펀치 아웃!!》은 닌텐도가 제작한 아케이드 권투 스포츠 게임이다. 《펀치 아웃!!》 시리즈의 첫 번째 게임으로 1984년 2월에 출시됐다.
플레이어가 권투 선수를 조종해 삼인칭 시점에서 진행되는 권투 시합에서 이기는 것이 목표이다. 승리할수록 난이도가 높아지며 각 시합마다 3분 내에 녹아웃을 가져가야 한다. 닌텐도의 기술자 다케다 겐요가 기획 및 제작을 맡았으며 고지 곤도가 게임 내 음악을 제공했다.
아케이드판 《펀치 아웃!!》은 당시 전세계적인 성공을 거뒀으며 이는 이후 아케이드용 후속작 《슈퍼 펀치 아웃!!》이 출시되고 패밀리 컴퓨터용 《마이크 타이슨의 펀치 아웃!!》을 필두로 가정용 게임기로 전개되는 계기가 됐다.

## 출시
2017년 9월 13일자 닌텐도 다이렉트에서 닌텐도 스위치로 자사의 아케이드 게임을 재발매할 것이며 《펀치 아웃!!》도 포함됐다고 발표했다. 이후 2018년 3월 30일 발매됐다.

## 참조

### 주해
1. ↑  영어: Punch-Out!!, 일본어: パンチアウト!!